# Christolea pamirica
Espèce
Christolea pamirica est une espèce de plante de la famille des Brassicaceae.
Selon Tropicos (7 juin 2013) et Catalogue of Life (7 juin 2013), cette espèce serait synonyme de Christolea crassifolia. 